# Mesagroicus poriventris
Mesagroicus poriventris — вид долгоносиков-скосарей из подсемейства Entiminae.

## Описание
Жук длиной 5—6,5 мм. Предвершинное пятное надкрылий обычно слабое. Голова и головотрубка в плоских, сравнительно мелких бугорках, только на темени и местами на лбу заметны тонкие короткие бороздки или продольноморщинистая скульптура из удлинённых точек. Тело у самок широкое, надкрылий обратнояйцевидные переднеспинки явственно поперечная, сзади значительно шире, чем спереди. У самцов тело довольно узкое, параллельностороннее, переднеспинка слабо поперечная. Первые два стернита брюшка в грубых редких точках, последний стернит в густых, немного сливающихся точках.

## Экология
Обитает в степях.